# Askerbii Gerbekov
Askerbii Gerbekov (1 de junho de 1996) é um judoca bareinita, nascido na Rússia. Competiu nos Jogos Olímpicos de Verão de 2024 em Paris na categoria até 81Kg. Foi eliminado na segunda fase pelo turco Vedat Albayrak.
Conquistou a medalha de ouro nos 3.ºs Jogos Mundiais de Polícia da USIP, em Milão, em 2019. Gerbekov mudou-se para o Bahrein em 2019. Em 2022, conquistou a medalha de prata no Open Europeu de Madrid. Em 2023, venceu o Campeonato Árabe em Doha. Foi medalha de bronze no Grande Prémio de Zagreb em 2023. Gerbekov terminou com o bronze no Grand Slam de Baku em 2024. Conquistou a medalha de ouro no Open da Ásia em Hong Kong, em 2023. 